# Nørre Voldgade

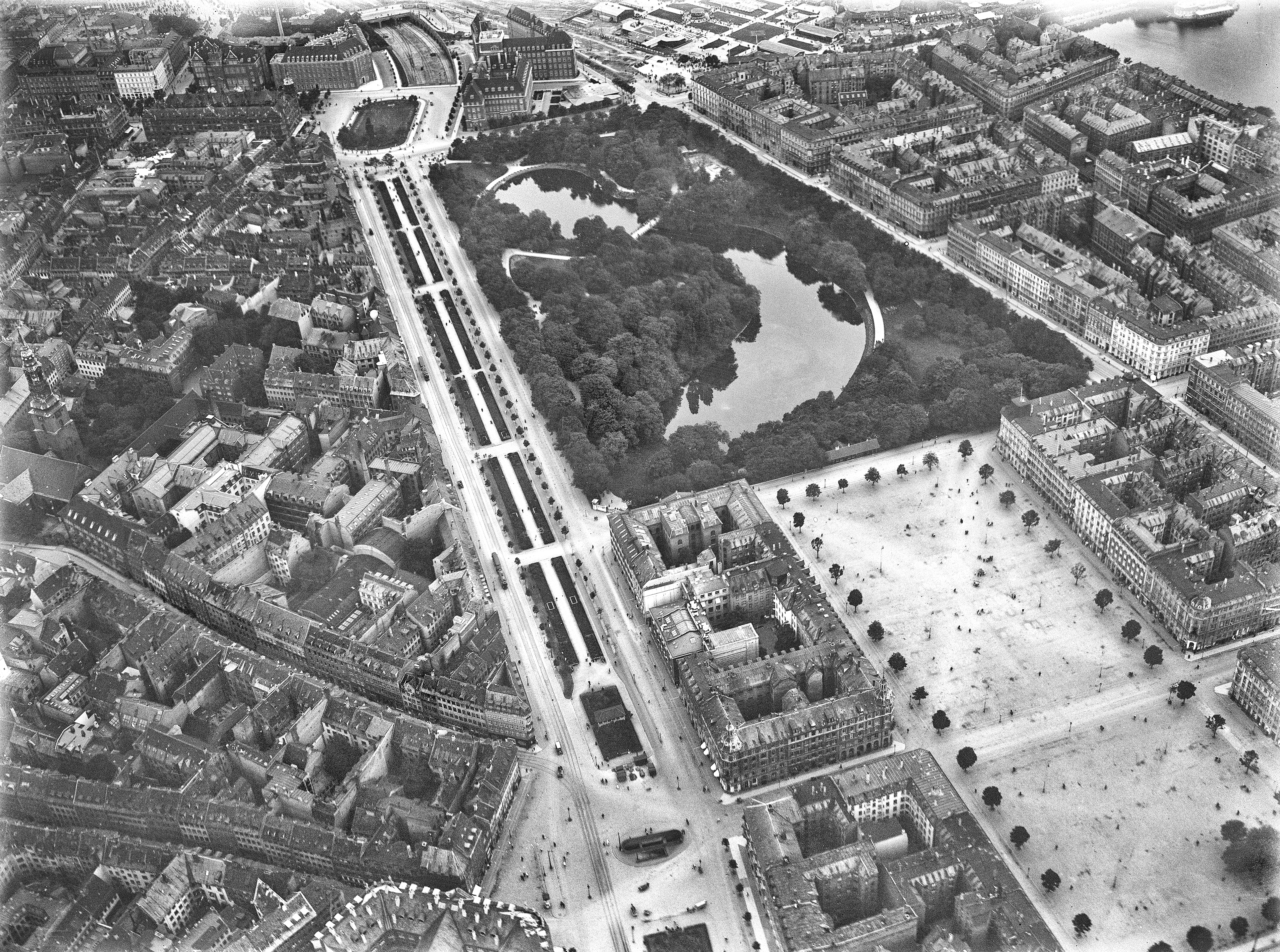
Vue aérienne de la Nørre Voldgade.

La Nørre Voldgade, (en français : rue des Remparts Nord), est une grande et large artère située dans le centre-ville historique de Indre By à Copenhague.

## Situation et accès
La Nørre Voldgade est située entre le boulevard H.C. Andersens et la rue Gothersgade. Elle longe le côté nord du quartier latin de Copenhague dans lequel se trouve l'université de Copenhague.
La rue piétonne Fiolstræde, dans laquelle se trouve la bibliothèque universitaire de Copenhague, débouche sur la Nørre Voldgade.
Une ligne de tramway circule sur cet axe routier. La Nørre Voldgade dessert la gare de Nørreport, la gare la plus fréquentée du Danemark.

## Historique
Autrefois, quand les remparts de Copenhague étaient encore dressés, cette voie était un boyau étroit longeant les remparts. Avec la démolition des fortifications, la Nørre Voldgade a été élargie pour devenir cette large artère passante. Elle constitue un boulevard circulaire avec Øster Voldgade et Vester Voldgade prenant la place des anciens remparts de la capitale. La tour Jarmers est le seul vestige témoignant de l'emplacement des anciennes fortifications. 

## Bâtiments remarquables et lieux de mémoire
Le poète et dramaturge Henrik Hertz et le peintre Peder Severin Krøyer ont vécu dans des demeures situées sur Nørre Voldgade.

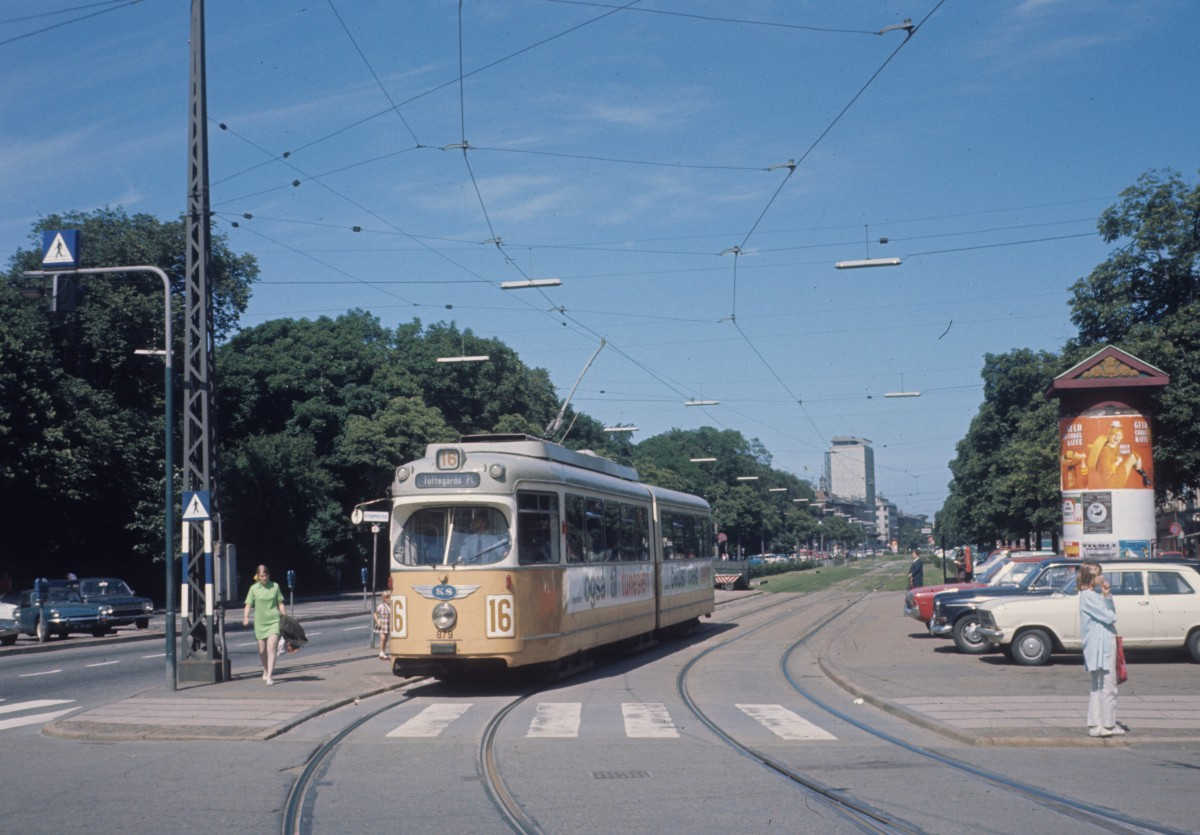
Le tramway sur Nørre Voldgade
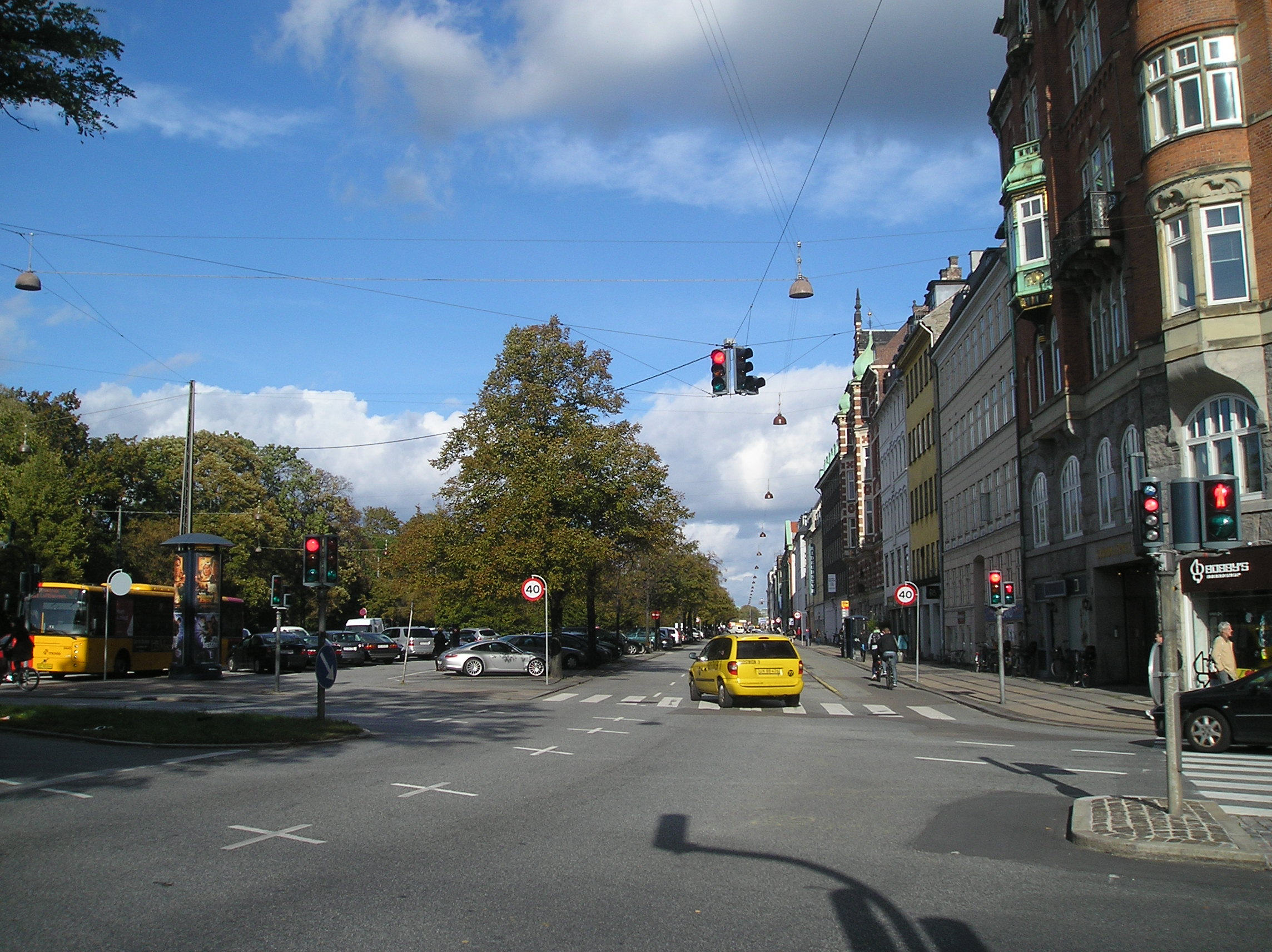
Vue partielle de Nørre Voldgade
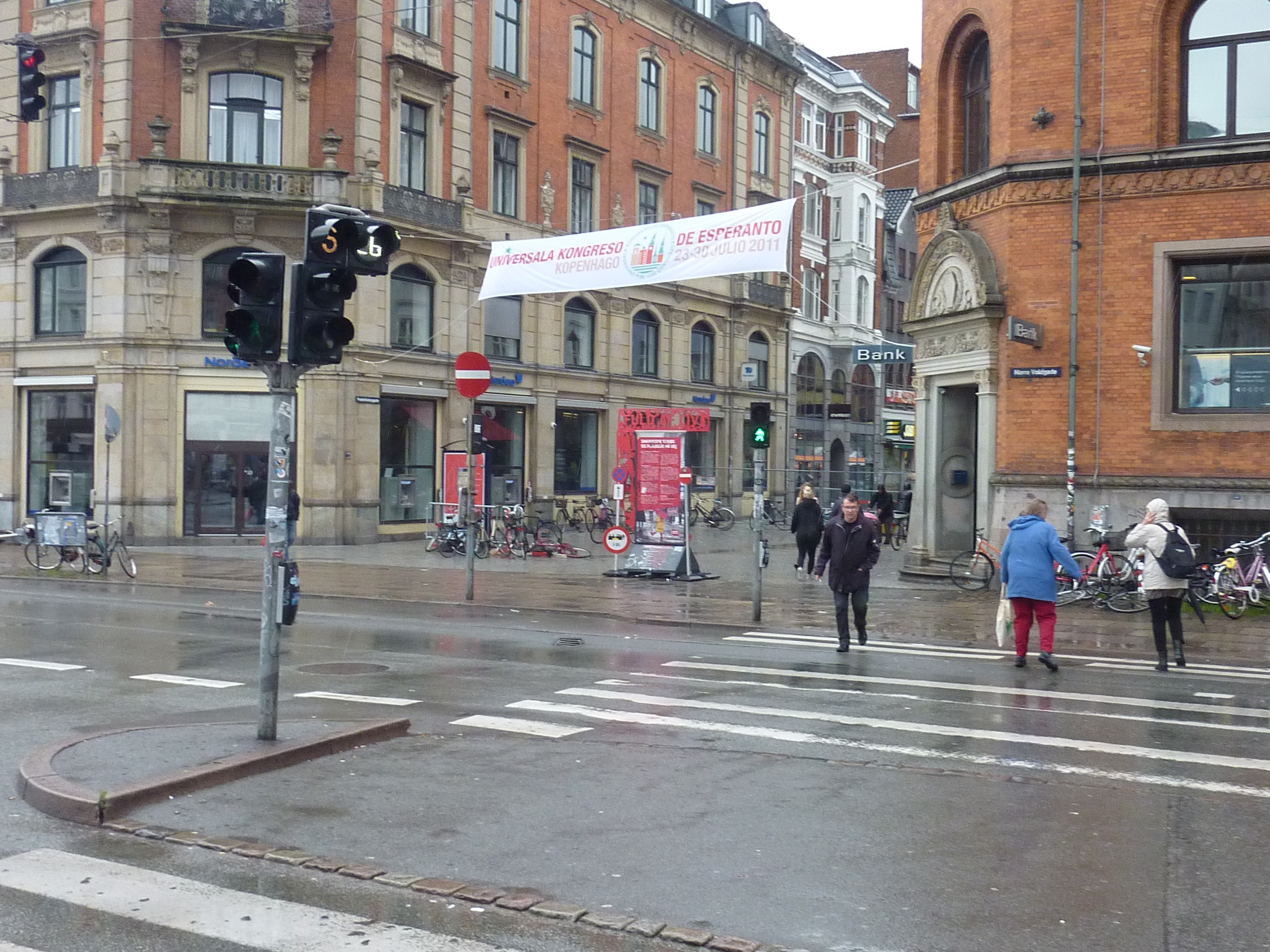
Rue piétonne donnant sur Nørre Voldgade